# Lijst van voetbalinterlands Australië - Tonga
Deze lijst van voetbalinterlands is een overzicht van alle officiële voetbalwedstrijden tussen de nationale teams van Australië en Tonga. De landen speelden tot op heden een keer tegen elkaar, een kwalificatiewedstrijd voor het Wereldkampioenschap voetbal 2002 op 9 april 2001 in Coffs Harbour.

## Wedstrijden
| № | Plaats        | Datum        | Competitie           | Wedstrijd         | Uitslag |
| - | ------------- | ------------ | -------------------- | ----------------- | ------- |
| 1 | Coffs Harbour | 9 april 2001 | WK 2002 kwalificatie | Australië – Tonga | 22 – 0  |

## Samenvatting
| Competitie      | Totaal gespeeld | Winst Australië | Gelijk | Winst Tonga | Doelsaldo Australië – Tonga |
| --------------- | --------------- | --------------- | ------ | ----------- | --------------------------- |
| WK-kwalificatie | 1               | 1               | 0      | 0           | 22 − 0                      |
| Totaal          | 1               | 1               | 0      | 0           | 22 − 0                      |

Wedstrijden bepaald door strafschoppen worden, in lijn met de FIFA, als een gelijkspel gerekend.

## Details

### Eerste ontmoeting
| WK 2002 kwalificatie (Coffs Harbour, Australië, 9 april 2001): |              | |
| Australië | 22 – 0       | Tonga |
| Scott Chipperfield 3' 84' Damian Mori 12' 22' 39' 57' John Aloisi 14' 23' 36' 45' 51' 63' Kevin Muscat 17' 29' 54' 83' Tony Popovic 65' Tony Vidmar 73' David Zdrilic 77' 90' Archie Thompson 79' Con Boutsianis 85' | goals        | |
| Frank Farina | bondscoach   | Gary Phillips |
| Clint Bolton Kevin Muscat Craig Moore Tony Popovic Tony Vidmar Hayden Foxe Scott Chipperfield John Aloisi 73' Steve Corica 69' Lindsay Wilson Damian Mori 69'                                                        | opstellingen | Tuahiva Fincfeuiaki Kilifi Uele 63' Toakai Toto 63' Filisione Taufahema Halapua Falepapalangi 63' Lokoua Taufahema Siua Maamaloa Akoli Mafi Hateni Manu Kaisani Uhatahi Teu Fakava |
| David Zdrilic 69' Con Boutsianis 69' Archie Thompson 73' | wissels      | 63' Unaloto-Ki-Atenoa Fe'Ao 63' Solomone Moa 63' Timote Moleni |

FFA · A-internationals · Selecties · Bondscoaches · Australisch vrouwenelftal · Australië U21 · Australië U20 · Australië U19 · Australië U18 · Australië U17
1920 – 1929 · 
1930 – 1939 · 
1940 – 1949 · 
1950 – 1959 · 
1960 – 1969 · 
1970 – 1979 · 
1980 – 1989 · 
1990 – 1999 · 
2000 – 2009 · 
2010 – 2019 ·
2020 − 2029
WK 1974 ·
WK 2006 ·
WK 2010 · 
WK 2014 · 
WK 2018
OS 1956 · 
OS 1988 · 
OS 1992 · 
OS 1996 · 
OS 2000 · 
OS 2004 · 
OS 2008 · 
OS 2020
1922 ·
1923 · 
1924 · 
1925–1932 ·
1933 ·
1934–1935 ·
1936 ·
1937 ·
1938 ·
1939–1946 ·
1947 · 
1948 · 
1949 ·
1950 · 
1951–1953 ·
1954 · 
1955 · 
1956 · 
1957 ·
1958 · 
1959–1964 · 
1965 · 
1966 ·
1967 ·
1968 ·
1969 · 
1970 · 
1971 ·
1972 · 
1973 · 
1974 · 
1975 · 
1976 · 
1977 · 
1978 · 
1979 · 
1980 · 
1981 · 
1982 · 
1983 · 
1984 · 
1985 · 
1986 · 
1987 · 
1988 · 
1989 · 
1990 · 
1991 · 
1992 · 
1993 · 
1994 · 
1995 · 
1996 · 
1997 · 
1998 · 
1999 · 
2000 · 
2001 · 
2002 · 
2003 · 
2004 · 
2005 · 
2006 · 
2007 · 
2008 · 
2009 · 
2010 · 
2011 · 
2012 · 
2013 ·
2014 · 
2015 · 
2016 ·
2017 ·
2018 ·
2019 ·
2020 ·
2021
Amerikaans-Samoa ·
Argentinië ·
Bahrein ·
Bangladesh ·
België ·
Brazilië ·
Bulgarije ·
Cambodja ·
Canada ·
Chili ·
China ·
Colombia ·
Cookeilanden ·
Costa Rica ·
DDR ·
Denemarken ·
Duitsland ·
Ecuador ·
Egypte ·
Engeland ·
Fiji ·
Filipijnen ·
Frankrijk ·
Ghana ·
Griekenland ·
Guam ·
Honduras ·
Hongarije ·
Hongkong ·
Ierland ·
India ·
Indonesië ·
Irak ·
Iran ·
Israël ·
Italië ·
Jamaica ·
Japan ·
Jordanië ·
Kameroen ·
Kenia ·
Kirgizië ·
Koeweit ·
Kroatië ·
Libanon ·
Liechtenstein ·
Maleisië ·
Marokko ·
Mexico ·
Nederland ·
Nepal ·
Nieuw-Caledonië ·
Nieuw-Zeeland ·
Nigeria ·
Noord-Ierland ·
Noord-Korea ·
Noord-Macedonië ·
Noorwegen ·
Oezbekistan ·
Oman ·
Palestina ·
Papoea-Nieuw-Guinea ·
Paraguay ·
Peru ·
Polen ·
Qatar ·
Roemenië ·
Salomonseilanden ·
Samoa ·
Saoedi-Arabië ·
Schotland ·
Servië ·
Singapore ·
Slovenië ·
Slowakije ·
Spanje ·
Syrië ·
Tadzjikistan ·
Tahiti ·
Taiwan ·
Thailand ·
Tonga ·
Tsjechië ·
Tsjecho-Slowakije ·
Tunesië ·
Turkije ·
Uruguay ·
Vanuatu ·
Venezuela ·
Verenigde Arabische Emiraten ·
Verenigde Staten ·
Vietnam ·
Wales ·
Zimbabwe ·
Zuid-Afrika ·
Zuid-Korea ·
Zuid-Vietnam ·
Zweden ·
Zwitserland
Amerikaans-Samoa (2001) · 
Argentinië (2022) ·
Brazilië (1997) · 
Brazilië (2006) · 
Chili (2014) · 
Denemarken (2018) · 
Denemarken (2022) · 
Duitsland (2010) · 
Frankrijk (2018) · 
Italië (2006) · 
Japan (2006) · 
Kroatië (2006) · 
Nederland (2014) · 
Peru (2018) · 
Spanje (2014) · 
Zuid-Korea (2015, 2)
TFA · 
Tongaans vrouwenelftal
Interlands
Tegenstander:
Amerikaans-Samoa ·
Australië ·
Cookeilanden ·
Fiji ·
Nieuw-Caledonië ·
Papoea-Nieuw-Guinea ·
Salomonseilanden ·
Samoa ·
Tahiti ·
Vanuatu